# Jean Vernier (athlétisme)
Pour les articles homonymes, voir Vernier et Jean Vernier (homonymie).
Jean Vernier, né le 21 juillet 1923 à Grand-Charmont et mort le 8 juillet 2006 à Saint-Priest-en-Jarez, est un athlète français spécialiste du 1 500 mètres. Il est le frère jumeau de l’athlète Jacques Vernier.

## Palmarès
- Championnats de France d'athlétisme
  - 1 500 mètres : 1er en 1947
- Participation aux Jeux olympiques d'été de 1948 et 1952 (1 500 mètres)[2].